# Joseph Namariau
Joseph Namariau (ur. 12 stycznia 1988 w Vanuatu) – vanuacki piłkarz występujący na pozycji napastnika w vanuackim klubie Tafea FC. W reprezentacji Vanuatu rozegrał 4 mecze: 2 w 2008 roku i 2 kolejne w 2012 roku.